# Stefan Milošević (ur. 1995)
Stefan Milošević (serb. cyr. Стефан Милошевић, ur. 7 kwietnia 1995 w Požarevacu) – serbski piłkarz występujący na pozycji lewego obrońcy w serbskim klubie Spartak Subotica. Były młodzieżowy reprezentant Serbii, z którą zdobył złoty medal mistrzostw świata do lat 20. w 2015.

## Sukcesy

### Reprezentacyjne
Serbia U-20
- Mistrzostwo Świata do lat 20.: 2015